# تول ارسئا
در دنیای افسانه‌ای ساخته شده توسط جان رونالد روئل تالکین، در سرزمین میانی، تول ارسئا جزیره‌ای بزرگ است. کلمه تول اِرسِئا در زبان الفی به معنی: جزیره تنها و در واقع یک جزیره بسیار بزگ در دریای به‌لگیر می‌باشد. در ابتدا تول ارسئا در میان دریای به لگیر و دور از هر خشکی دیگه‌ای واقع شده بود، گفته شده اولمو والایی که فرمانورای دریاهاست دو بار این جزیره را برای جابجایی الف‌ها (به عنوان مرکب) به سرزمین آمان، روی اقیانوس به حرکت در آورد، اما بعد از آن برای همیشه در شرق سرزمین آمان و در نزدیکی خلیج الدامار باقی ماند. تول ارسئا مدتها منزل و مسکن الفهای تله‌ری تا قبل از رفتن آنها به شهرشان آلکوالونده در والینور بود. ارسئا خاستگاه نخستین درختان مالورن می‌باشد.